# Федерація Островів Кука
Федерація Островів Кука (англ. Cook Islands Federation) була створена в 1893 році як заміна британського протекторату Королівство Раротонга. У 1901 острови Кука були передані в управління Нової Зеландії.

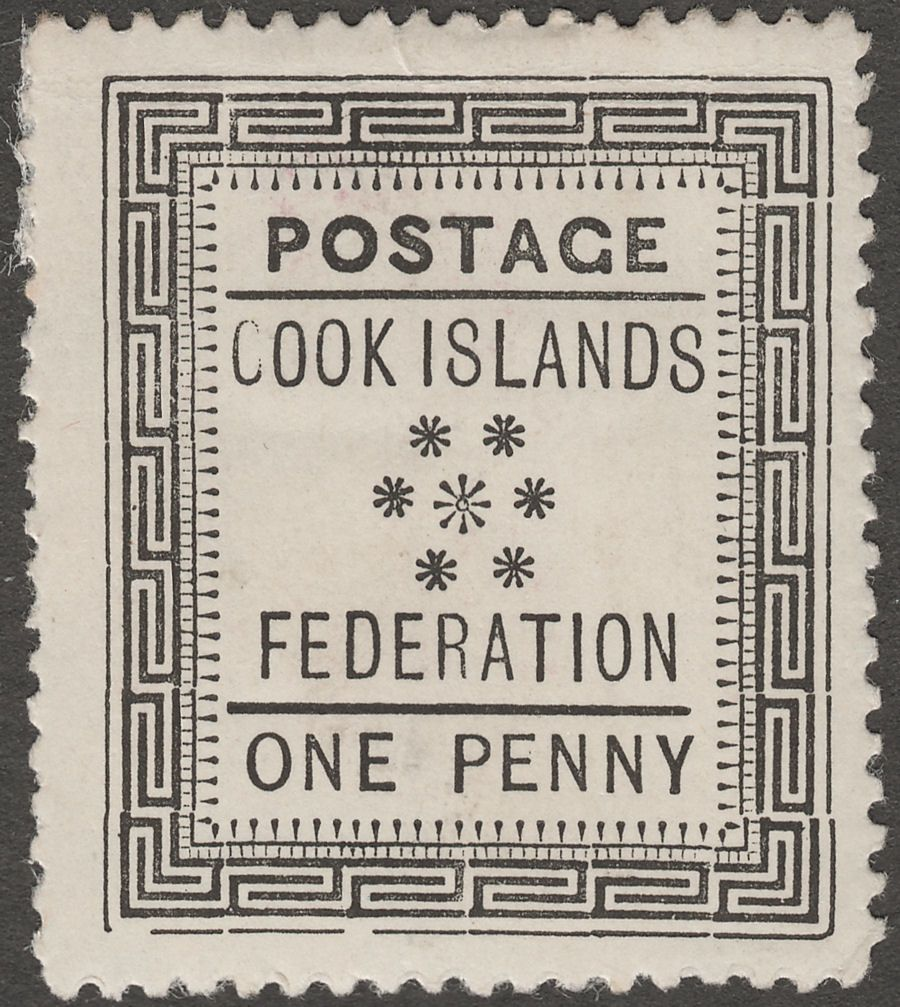
Поштова марка Островів Кука, 1892